# Saito Seiichi
Seiichi Saito (sinh ngày 22 tháng 7 năm 1976) là một cầu thủ bóng đá người Nhật Bản.

## Sự nghiệp câu lạc bộ
Seiichi Saito đã từng chơi cho Montedio Yamagata.